# 东辛房街道
东辛房街道，是中华人民共和国北京市门头沟区下辖的一个乡镇级行政单位。

## 行政区划
东辛房街道下辖以下地区：
平洞社区、北涧沟社区、西辛房社区、东辛房社区、河南街社区、矿后街社区、矿建街西社区、葡萄园社区、龙新街社区、和平街社区、建设街社区、矿建街社区、滑石道社区、西山社区和圈门社区。